# 有明競技場
有明競技場（日语：／）是日本東京都江東區有明二丁目「有明網球森林公園」內的體育場館。

## 設施概要
- 設計：東京都港灣局建築模型研究所
- 座位數：10,000席
  - 1樓：3,892席
  - 2樓：3,824席　
  - 3樓：1,936席
  - 貴賓席：220席
  - 記者席：128席
- 賽場：全天候型網球場（半硬地球場1面，1,153.1m2）

## 歷史
由於昭和時代的日本網球殿堂田園競技場（東京都大田區）設施老化，以及周邊宅地化等的影響下，為了興建一座能舉辦國際賽事的場館，1987年於現址啟用。
1991年，本場館成為日本首座擁有開闔式屋頂的體育場館。

## 使用狀況

### 網球場地

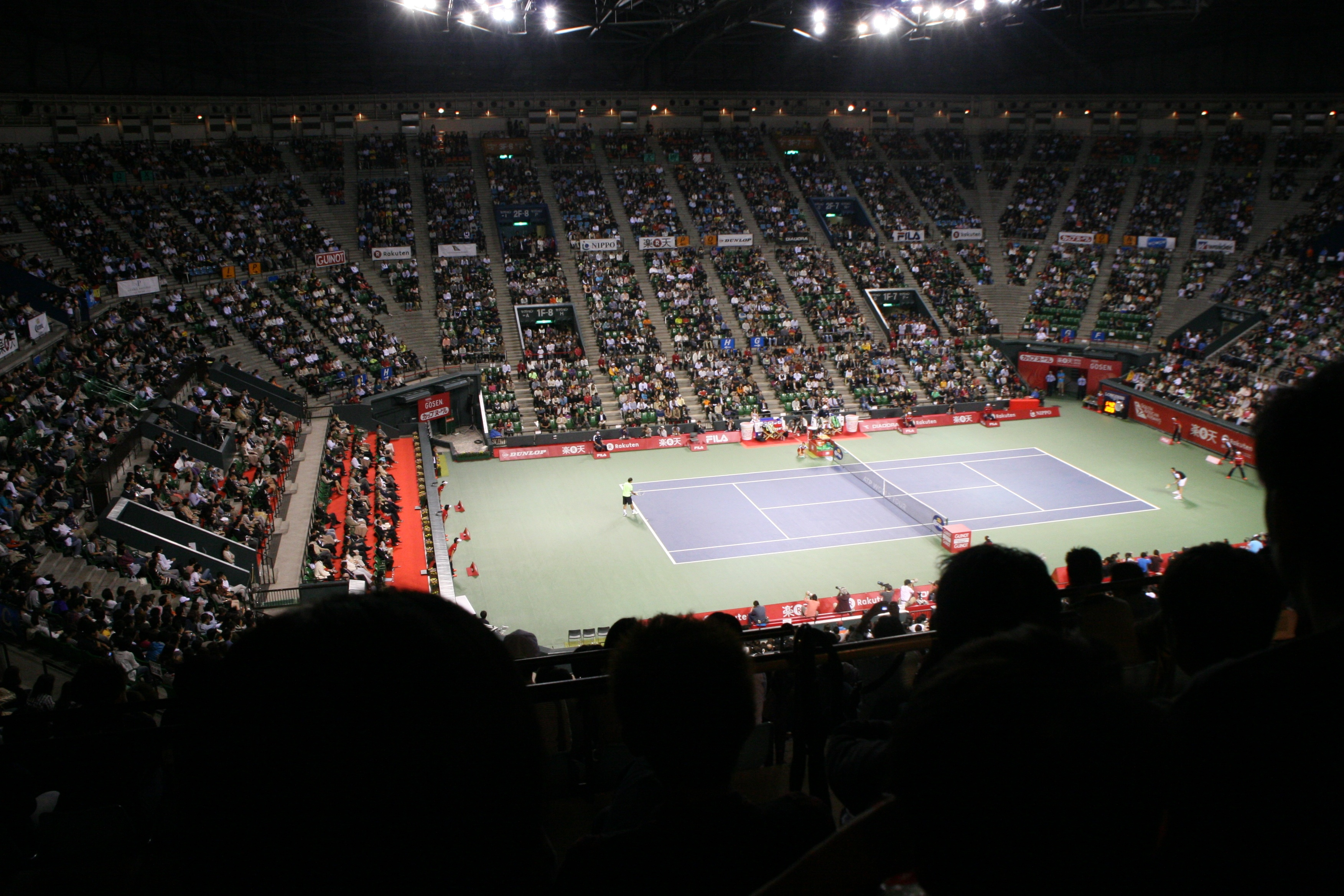
2010年日本公開賽

東京申辦2020年夏季奧運會計劃

有明競技場是網球國際賽事「日本公開賽」、「東麗泛太平洋網球公開賽」與日本賽事「全日本網球選手權」等大型比賽的主場地，加上有明網球森林公園的其他網球場，組成日本網球的中心設施。國家對抗賽「台維斯盃」與「協會盃」也曾在此舉行。
2020年東京奧運計畫將這裡作為網球比賽主場地。

### 格鬥技會場
本場館與田園競技場一樣是格鬥技的比賽會場。
1988年5月8日，新日本職業摔角首次使用本場地（藤波辰巳 VS Big Van Vader的IWGP重量級選手權）。新日本在1987年12月27日發生暴動禁止使用兩國國技館後，這裡暫時成為新的主要比賽會場至國技館解除禁令為止。
8月13日，摔角團體UWF也在此地舉行比賽（前田日明 VS Gerard Gordeau），之後由前田另外成立的RINGS、以及FMW與鬥龍門JAPAN、陸奧摔角也曾在此舉行比賽。
2000年，新成立的NOAH在12月23日於本場館舉行首場比賽（小橋建太 VS 秋山準）。由於此地票房亮眼，日本電視台的矢島學曾稱之為NOAH最高王位的GHC重量級聖地。
女子職業摔角在1990年代於此進行團體對抗戰，從全日本女子職業摔角分出的Arsion→AtoZ也在此舉行重要比賽。
職業摔角「Hustle」最大活動「Hustle Mania」在2008年移至有明競技場舉行。美國摔角WWE也曾到此舉辦比賽。
在1992年12月11日職業拳擊手鬼塚勝也 VS Armando Castro的WBA世界超蠅量級冠軍賽之後，多場冠軍賽選擇在有明競技場舉行。2013年8月25日，倫敦奧運金牌村田諒太的職業首賽於此地舉行。
另外如「K-1」、「戰極」也在有明競技場舉辦過比賽。漫畫《筋肉人二世》中亦曾提及本場館。

### 室內場地

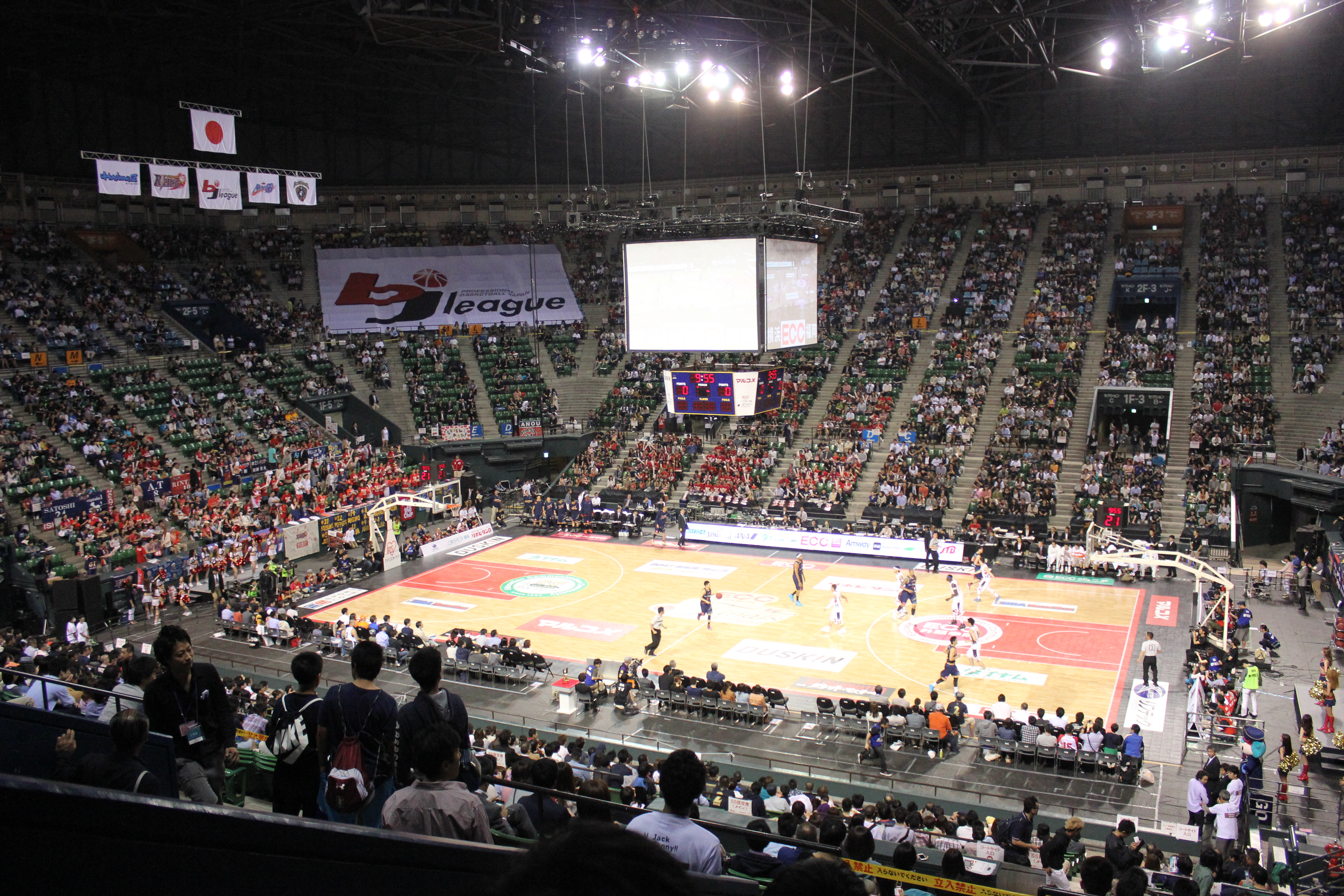
bj聯盟 2012-13 冠軍賽

有明競技場是職籃BJ聯盟季後賽最後四強賽的比賽場地，並曾是前加盟球隊東京阿帕契的主場館。另外，此地也是過去日本聯盟時代的全明星賽會場。
排球方面，國際賽事「世界女排大獎賽」與「世界排球聯賽」、V超級聯賽準決賽也在此舉行。
全日本五人制足球選手權大會也選擇有明競技場作為比賽場地。冬季時，館內會改裝成滑冰場舉行滑冰表演。另外，本場館也是演唱會的場地之一。

## 交通
- 百合鷗號有明站下車步行8分或有明網球之森站下車步行10分
- 臨海線國際展示場站下車步行5分
- 東京地下鐵東西線門前仲町站或東京地下鐵有樂町線豐洲站搭乘都營巴士［海01］至有明網球森林巴士站下車
- 東京站八重洲口（八重洲南口巴士總站）搭乘都營巴士［東16］至有明網球森林巴士站下車
- 東京站丸之內口（丸之內南口巴士總站）搭乘都營巴士［都05］至有明網球森林巴士站下車

## 外部連結
- 東京都立有明網球森林公園 （页面存档备份，存于）

Template:東京臨海副都心景點